# عبد المسيح بسيط
القمص عبد المسيح بسيط (14 أغسطس 1951 -09 أبريل 2025)
</references> هو أستاذ اللاهوت الدفاعي في الكنيسة القبطية الأرثوذكسية وكاهن كنيسة العذراء بمسطرد.

## حياته
تخرج في كلية الأداب والتربية قسم اللغة الإنجليزية عام 1978 التحق بكلية الأداب (انتساب) قسم يوناني ولاتيني عام 1983 التحق بالكلية الإكليريكية (القاهرة) القسم المسائي عام 1984 كتب قبل الرسامة خمس مسودات لخمسة كتب تم تنقيحهم ونشرهم بعد الرسامة مدرس اللاهوت الدفاعي بمعهد الرعاية بالقاهرة مدرس اللاهوت الدفاعي وتاريخ العقيدة بالكلية الاكليريكية فرع شبرا الخيمة. مدير معهد دراسات الكتاب المقدس بشبرا الخيمة ويقوم بتدريس المواد الأتية: مخطوطات الكتاب المقدس ترجمات الكتاب المقدس النقد الأدبي (الأعلي) قانونية ك.م. النقد الأدني (النقد النصي) للكتاب المقدس له العديد من الكتب اللاهوتية التي أفادت أبناء الكنيسة في اللاهوت الدفاعي والنقد الكتابي وعلوم مختلفة في الكتاب المقدس يتميز بالأسلوب العلمي والمنهجية وله العديد من اللقائات علي القنوات المختلفة وهو عميد معهد الكتاب المقدس اللاهوتي في مطرانية شبرا الخيمة.

## مؤلفاته

### سلسلة عقيدتنا في المسيح
1- إذا كان المسيح إلهاً فكيف حبل به وولد؟ “التجسد الإلهي”
2- إذا كان المسيح إلهاً فكيف تألم ومات؟
3- هل المسيح هو الله؟ أم ابن الله؟ أم هو بشر؟
4- عقيدة المسيح عبر التاريخ ” هل هو إله أم إنسان؟

### الكتاب المقدس والنقد الحديث
5- التوراة كيف كتبت وكيف وصلت إلينا؟
6- الانجيل كيف كتب وكيف وصل إلينا؟
7- الكتاب المقدس هل هو كلمة الله؟

### الكتاب المقدسبين النقد والإعجاز
8- إعجاز الوحي والنبوة في سفر دانيال.
9- إعجاز وحي الكتاب المقدس ونبواته.

### دراسات في لاهوتالكتاب المقدس
10- الإعلان الإلهي وكيف كلم الله الإنسان؟
11- الأنبياء والنبوة والتنبؤ، هل كان المسيح نبياً؟
12- الوحي الإلهي واستحالة تحريف الكتاب المقدس.

### كتب متنوعة (لاهوت عقيدي ولاهوت مقارن والبدع)
13- التجسد الإلهي ودوام بتولية العذراء.
14- إنجيل برنابا هل هو إنجيل صحيح؟ “دراسة تحليلية لهذا الكتاب”.
15- ظهورات العذراء حول العالم ودلالتها.
16- هل نتناول خبزاً وخمراً أم جسداً ودماً؟
17- شهود يهوه، من هم؟ كيف نشأوا وما هي عقائدهم؟
18- المجئ الثاني وهل سينتهي العالم متي يكون وما هي علاماته؟
19- ظهورات العذراء والتجليات الروحية في أسيوط.
20- خمسون دليلاً علي أن إنجيل برنابا خرافي ومزيف.
21- حقائق يجب أن تعرفها عن شهود يهوه.

### أسئلة عن المسيح؟
22- (1) من هو المسيح وكيف مسح بالروح القدس؟
23- (2) هل تنبأ العهد القديم عن لاهوت المسيح؟
24- (3) هل المسيح إله أم إنسان مثل آدم خلق من تراب؟
25- (4) هل قال المسيح أنا ربكم فاعبدوني؟
26- (5) ما الفرق بين المسيح والأنبياء؟ ومن هو الأعظم؟
27- (6) هل آمنت الكنيسة الأولي بأن المسيح هو الله؟
28- (7) هل المسيح هو الملاك ميخائيل؟
29- (8) لقب ابن الإنسان هل يدل علي أن المسيح إنسان فقط؟
30- (9) كيف يكون المسيح إله حق وإنسان حق؟
31- (10) إذا كان المسيح إلهاً فكيف كان يتقدم في الحكمة والقامة والنعمة؟
32- (11) هل كان المسيح يجهل يوم وساعة الدينونة؟
33- (12) إذا كان المسيح إلهاً فكيف رفعه الله وأعطاه اسماً فوق كل اسم؟
34- (13) لماذا قال المسيح عن الله الآب ” أبي أعظم مني”؟

### أسئلة عن الكتاب المقدس
35- (1) هل يمكن تحريف الكتاب المقدس؟

### سلسلة اللاهوت الدفاعي
36- (1) هل تنبأ الكتاب المقدس عن نبي أخر يأتي بعد المسيح؟
37- (2) هل صلب المسيح حقيقة أم شبه لهم؟
38- (3) الكتاب المقدس يتحدي نقاده والقائلين بتحريفه.
39- (4) الأعظم؛ مميزات المسيح في جميع الكتب.
40- (5) مريم المجدلية وعلاقتها بالمسيح.
41- (5) مريم المجدلية؛ هل هي الكأس المقدسة؟ وهل كانت زوجة للمسيح؟
42- (6) إنجيل يهوذا؛ هل يؤثر اكتشافه علي المسيحية؟
43- (7) لاهوت المسيح حقيقة انجيلية تاريخية أم نتاج مجمع نيقية؟
44- (8) أكذوبة قبر يسوع الضائع.
45- (9) هل المسيح ابن الله؟ وما الفرق بينه وبين من دعوا بأبناء الله؟
46- (10) هل هناك أسفار مفقودة من الكتاب المقدس؟
47- (11) هل يشهد الكتاب المقدس علي نفسه بالتحريف؟
48- (12) عظمة الكتاب المقدس، وحفظ الله له عبر آلاف السنين.
49- (13) وكان الكلمة الله. هل الكلمة إله أم الله؟
50- (14) رواية عزازيل، هل هي جهل بالتاريخ؟ أم تزوير للتاريخ؟
51- (15) موت المسيح وقيامته، حقيقة أم خدعة أم أسطورة؟
52- (16) هل قال المسيح أنا الله فأعبدوني؟
53- (17) ظهورات العذراء في مصر بين الحقيقة والإدعاءات الكاذبة.
54- (18) مسيح النبوات وليس مسيح الأساطير؟
55- (19) هل اقتبست المسيحية عقائدها من الوثنية؟

### سلسلة تاريخ العقيدة المسيحية
56- تاريخ العقيدة المسيحية الجزء الأول من البدء حتي مجمع نيقية 325م (تحت الطبع).

### سلسلة النقد الكتابي (قانونية العهد الجديد)
57- (مقدمة) الإنجيل هل هو كتاب نزل من السماء.

</references>